# Marthall cum Warford
Marthall cum Warford var en civil parish från 1866 till 1951 då den blev en del av Marthall och Little Warford, i grevskapet Cheshire, i England. Civil parish var belägen 12 km från Macclesfield och hade 711 invånare år 1951.